# Spiniderolus subcinctus
Spiniderolus subcinctus là một loài bọ cánh cứng trong họ Cerambycidae.